# Francarville
Francarville település Franciaországban, Haute-Garonne megyében. Lakosainak száma 185 fő (2022. január 1.). Francarville Montcabrier, Bannières, Loubens-Lauragais, Mascarville, Prunet, Saussens és Vendine községekkel határos.

## Népesség
A település népességének változása:
| Lakosok száma | 100  | 103  | 108  | 169  | 184  | 181  | 174  | 169  | 174  | 185  |
|               | 1968 | 1982 | 1990 | 2006 | 2013 | 2015 | 2017 | 2019 | 2020 | 2022 |